# Tlatoani
Le mot nahuatl tlatoani (/tɬaʔ.toˈaː.ni/, également orthographié « tlahtoāni ») signifie littéralement « celui qui parle » (pluriel tlahtohqueh /tlaʔ'toʔ.keʔ/ ; au féminin « cihuatlahtoāni »). C'était le titre du plus haut dirigeant militaire et religieux d'un altepetl, cité-État de la Mésoamérique nahua. Le terme est parfois traduit par « roi » ou « orateur vénéré ».
Chef du gouvernement, il était assisté du « Cihuacoatl » pour les affaires intérieures et la justice. Il était désigné par les dignitaires (« tecuhtli ») au sein d'une famille régnante.
Lors d'alliances entre cités, le tlatoani du « huey altepetl » à la tête de l'accord recevait le titre de huey tlatoani (également orthographié « huēyi tlahtoāni » et signifiant « grand tlatoani »), fréquemment traduit par « empereur ».

## Représentation

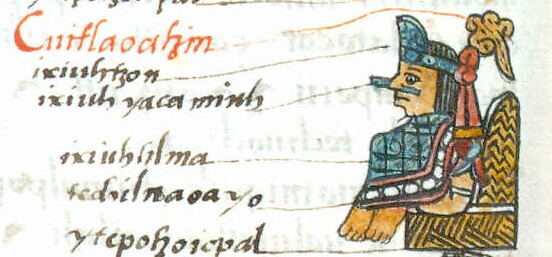
Représentation du tlatoani Cuitláhuac dans les Primeros Memoriales de Bernardino de Sahagún. L'image est accompagnée de gloses en nahuatl en caractères latins

Dans les manuscrits indigènes préhispaniques, le tlatoani est conventionnellement représenté en majesté. Il porte le diadème en mosaïque de turquoise (en nahuatl : xiuhzontli), ainsi qu'un ornement nasal (en nahuatl : xiuhyacamitl). Il est vêtu d'un manteau de couleur turquoise (en nahuatl : xiuhtimatli) bordé d'ornements rouges (en nahuatl : tenechilnauayio). Il est assis sur un trône à dossier formé de joncs et de roseaux (en nahuatl : tepotzoicapalli)

## Dirigeants de Tenochtitlan
Les premiers tlatoque, légendaires, de la capitale aztèque de Tenochtitlan, l'actuelle Mexico, portent le titre de tlatoani. À partir d'Acamapichtli (1376-1396), le premier attesté historiquement, ils portent le titre de huey tlatoani (« grand/haut tlatoani ») à la tête d'alliances d'altepetls.

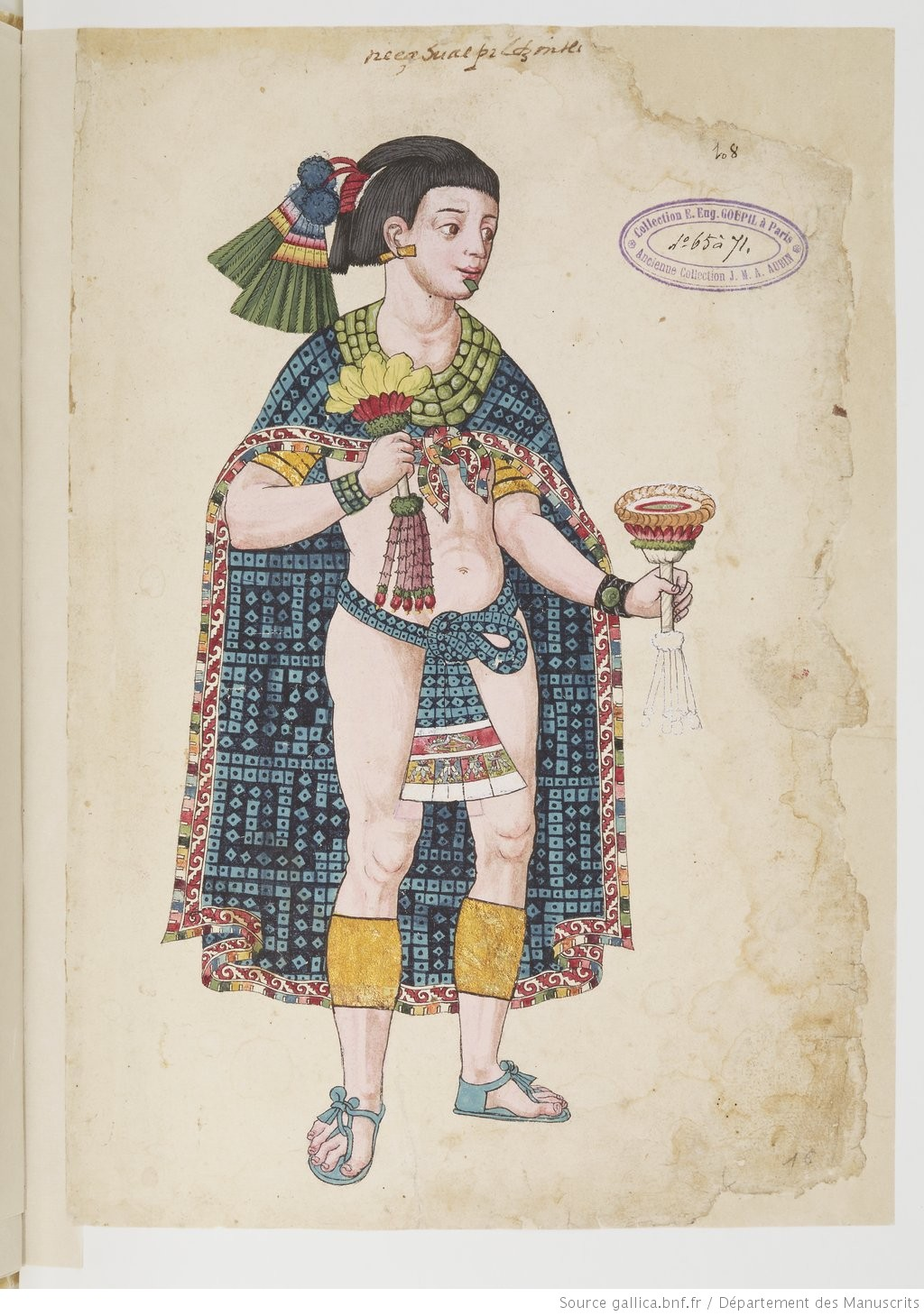
Nezahualpilli, tlatoani de Texcoco, portant un maxtlatl à la taille (Codex Ixtlilxochitl).

### Mythiques
| Date de règne[réf. souhaitée] | Nom                       | Signification du nom      |
| Avec le titre de tlatoani     | Avec le titre de tlatoani | Avec le titre de tlatoani |
| ----------------------------- | ------------------------- | ------------------------- |
| 1233 - 1272                   | Tozcuecuextli             |                           |
| 1272 - 1299                   | Huehue Huitzilihuitl      | Plume de colibri          |
| 1299 - 1347                   | Ilancueitl                | Jupe de vieillarde        |
| 1347 - 1363                   | Tenoch                    | Nopal de pierre           |

### Avant la conquête espagnole
| No | Portrait      | Nom                                                             | Début du règne | Fin du règne | Notes |
| -- | ------------- | --------------------------------------------------------------- | -------------- | ------------ | --- |
| 1  | Acamapichtli  | Acamapichtli (? – 1396)                                         | 1375           | 1396         | Le premier dirigeant aztèque historiquement identifié est lui-même d'origine toltèque, de Culhuacan. Il règne comme vassal de Tezozomochtli, tlatoani de la cité tépanèque de Azcapotzalco, et mène des guerres pour lui. |
| 2  | Huitzilihuitl | Huitzilihuitl (1380 – 1417)                                     | 1396           | 1417         | Fils d'Acamapichtli, il épouse la fille de Tezozomochtli et approfondit la soumission des Aztèques aux Tépanèques, en échange d'un allègement du tribut à verser. Il participe avec eux à une guerre contre la ville de Texcoco. |
| 3  | Chimalpopoca  | Chimalpopoca (? – 1427)                                         | 1417           | 1427         | Fils de Huitzilihuitl, son règne voit les relations avec les Tépanèques se dégrader sérieusement. Sa mort violente au bout d'une dizaine d'années de règne a plusieurs explications possibles : il aurait été assassiné sur ordre de Maxtla, le nouveau tlatoani tépanèque, ou bien se serait suicidé après avoir été capturé et emmené à Azcapotzalco. Dans une autre version il aurait été tué sur ordre d'Itzcoatl, son oncle et successeur.                                                         |
| 4  | Itzcoatl      | Itzcoatl (? – 1440)                                             | 1427           | 1440         | Autre fils d'Acamapichtli, il lance, sur le conseil de son neveu Tlacaelel, une politique d'alliance avec les cités de Texcoco et Tlacopan contre Azcapotzalco, jetant les bases de la « Triple Alliance ». La ville ennemie est prise vers 1430 et Maxtla est tué. Par la suite, il emmène avec son neveu une vaste réforme de la société aztèque pour en faire l'élue du Soleil. Son histoire ainsi que celles des peuples vaincus sont réécrites pour correspondre à cette nouvelle vision mystique. |
| 5  | Moctezuma Ier | Moctezuma Ilhuicamina (« Moctezuma Ier ») (? – 1469)            | 1440           | 1469         | Fils de Huitzilihuitl, il lance de grandes campagnes militaires et étend l'influence aztèque en Mésoamérique. Il bat notamment les Otomis. Certaines cités comme Tlaxcala sont épargnées afin de pouvoir servir pour les guerres fleuries, d'après une idée de Tlacaelel. |
| 6  | Axayacatl     | Axayacatl (? – 1481)                                            | 1469           | 1481         | Fils de Tezozomoc et petit-fils d'Itzcoatl, il continue les conquêtes et soumet les Mixtèques et les Zapotèques, puis en 1473, Tlatelolco et les peuples de la vallée de Toluca. Il est cependant sèchement battu par les Purépechas en 1478. |
| 7  | Tizoc         | Tizoc (? – 1486)                                                | 1481           | 1486         | Autre fils de Tezozomoc, il perd rapidement sa crédibilité en tant que chef militaire. Il meurt peut-être empoisonné par les partisans d'Ahuitzotl. |
| 8  | Ahuitzotl     | Ahuitzotl (? – 1502)                                            | 1486           | 1502         | Troisième fils de Tezozomoc, il reprend les conquêtes et sécurise l'empire grâce à un réseau de postes militaires. Il meurt accidentellement pendant une inondation de Tenochtitlan. C'est sous son règne que Christophe Colomb débarque à Hispaniola en 1492, bien qu'il n'en ait pas connaissance. |
| 9  | Moctezuma II  | Moctezuma Xocoyotzin (« Moctezuma II ») (vers 1466 – juin 1520) | 1502           | Juin 1520    | Fils d'Axayacatl, il dirige un empire à son apogée jusqu'en 1520 et l'arrivée des conquistadors d'Hernán Cortés, alliés aux Tlaxcaltèques. Conscient de la menace, il veut montrer sa puissance et les invite dans son palais mais la situation dégénère et les Espagnols le prennent en otage. Les habitants de Tenochtitlan se révoltent et il meurt tué dans des circonstances obscures pendant les combats.                                                                                         |
| 10 | Cuitláhuac    | Cuitláhuac (? – 1520)                                           | Juin 1520      | 1520         | Frère de Moctezuma, il est d'abord prisonnier avec lui puis libéré avec comme mission d'apaiser la révolte, au lieu de quoi il prend la tête des insurgés. Il tue beaucoup d'Espagnols pendant la Noche triste puis les poursuit mais est écrasé à la bataille d'Otumba. Il meurt de la variole pendant le siège de Tenochtitlan. |
| 11 | Cuauhtémoc    | Cuauhtémoc (vers 1497 – 28 février 1525)                        | 1520           | Août 1521    | Fils d'Ahuitzotl, il mène les défenses aztèques pendant le siège de Tenochtitlan. En août 1521, face à la chute imminente de la ville, il tente de s'échapper mais est capturé par les Espagnols. Il subit des tortures qui le laissent infirme, et finit pendu sur ordre de Cortés, qui soupçonne un complot de sa part. |

| Date de règne[réf. souhaitée]  | Nom                            | Signification du nom                                |
| Avec le titre de huey tlatoani | Avec le titre de huey tlatoani | Avec le titre de huey tlatoani                      |
| ------------------------------ | ------------------------------ | --------------------------------------------------- |
| 1372 - 1391                    | Acamapichtli                   | Celui qui empoigne le bâton                         |
| 1391 - 1415                    | Huitzilihuitl                  | Plume de colibri                                    |
| 1416 - 1427                    | Chimalpopoca                   | Bouclier qui fume                                   |
| 1428 - 1440                    | Itzcóatl                       | Serpent d'obsidienne                                |
| 1440 - 1469                    | Moctezuma I                    | Homme en colère, celui qui lance une flèche au ciel |
| 1469 - 1481                    | Axayacatl                      | Visage d'eau                                        |
| 1481 - 1486                    | Tizoc                          | Jambe malade                                        |
| 1486 - 1502                    | Ahuízotl                       | Loutre                                              |
| 1502 - 1520                    | Moctezuma II                   | Homme en colère, le jeune                           |
| 1520 - 1521                    | Cuitláhuac                     | Celui qui a reçu une tâche                          |
| 1521 - 1521                    | Cuauhtémoc                     | Aigle qui descend                                   |

### Généalogie
|                       |                       |                       |                       |                           |                           |                           |                           | Acamapichtli ? - 1396     |                           |                        |                        |                        |                        |  |  |                             |                             |                             |                             |                             |                             |                    |                    |                     |                     |                     |                     |                     |                     |                |                |                |                |  |  |                           |                           |                           |                           |                           |                           |  |  |  |  |  |  |  |  |  |  |  |  |  |  |  |  |  |  |  |  |  |  |  |  |  |  |
|                       |                       |                       |                       |                           |                           |                           |                           |                           |                           |                        |                        |                        |                        |  |  |                             |                             |                             |                             |                             |                             |                    |                    |                     |                     |                     |                     |                     |                     |                |                |                |                |  |  |                           |                           |                           |                           |                           |                           |  |  |  |  |  |  |  |  |  |  |  |  |  |  |  |  |  |  |  |  |  |  |  |  |  |  |
|                       |                       |                       |                       |                           |                           |                           |                           |                           |                           |                        |                        |                        |                        |  |  |                             |                             |                             |                             |                             |                             |                    |                    |                     |                     |                     |                     |                     |                     |                |                |                |                |  |  |                           |                           |                           |                           |                           |                           |  |  |  |  |  |  |  |  |  |  |  |  |  |  |  |  |  |  |  |  |  |  |  |  |  |  |
|                       |                       |                       |                       | Huitzilihuitl 1380 - 1417 | Huitzilihuitl 1380 - 1417 | Huitzilihuitl 1380 - 1417 | Huitzilihuitl 1380 - 1417 | Huitzilihuitl 1380 - 1417 | Huitzilihuitl 1380 - 1417 |                        |                        |                        |                        |  |  |                             |                             |                             |                             |                             |                             |                    |                    | Itzcoatl ? - 1440   | Itzcoatl ? - 1440   | Itzcoatl ? - 1440   | Itzcoatl ? - 1440   | Itzcoatl ? - 1440   | Itzcoatl ? - 1440   |                |                |                |                |  |  |                           |                           |                           |                           |                           |                           |  |  |  |  |  |  |  |  |  |  |  |  |  |  |  |  |  |  |  |  |  |  |  |  |  |  |
|                       |                       |                       |                       | Huitzilihuitl 1380 - 1417 | Huitzilihuitl 1380 - 1417 | Huitzilihuitl 1380 - 1417 | Huitzilihuitl 1380 - 1417 | Huitzilihuitl 1380 - 1417 | Huitzilihuitl 1380 - 1417 |                        |                        |                        |                        |  |  |                             |                             |                             |                             |                             |                             |                    |                    | Itzcoatl ? - 1440   | Itzcoatl ? - 1440   | Itzcoatl ? - 1440   | Itzcoatl ? - 1440   | Itzcoatl ? - 1440   | Itzcoatl ? - 1440   |                |                |                |                |  |  |                           |                           |                           |                           |                           |                           |  |  |  |  |  |  |  |  |  |  |  |  |  |  |  |  |  |  |  |  |  |  |  |  |  |  |
|                       |                       |                       |                       |                           |                           |                           |                           |                           |                           |                        |                        |                        |                        |  |  |                             |                             |                             |                             |                             |                             |                    |                    |                     |                     |                     |                     |                     |                     |                |                |                |                |  |  |                           |                           |                           |                           |                           |                           |  |  |  |  |  |  |  |  |  |  |  |  |  |  |  |  |  |  |  |  |  |  |  |  |  |  |
| Chimalpopoca ? - 1427 | Chimalpopoca ? - 1427 | Chimalpopoca ? - 1427 | Chimalpopoca ? - 1427 | Chimalpopoca ? - 1427     | Chimalpopoca ? - 1427     |                           |                           | Moctezuma Ier ? - 1469    | Moctezuma Ier ? - 1469    | Moctezuma Ier ? - 1469 | Moctezuma Ier ? - 1469 | Moctezuma Ier ? - 1469 | Moctezuma Ier ? - 1469 |  |  | Tlacaelel ? - v. 1480       | Tlacaelel ? - v. 1480       | Tlacaelel ? - v. 1480       | Tlacaelel ? - v. 1480       | Tlacaelel ? - v. 1480       | Tlacaelel ? - v. 1480       |                    |                    | Tezozomoc ? - ?     | Tezozomoc ? - ?     | Tezozomoc ? - ?     | Tezozomoc ? - ?     | Tezozomoc ? - ?     | Tezozomoc ? - ?     |                |                |                |                |  |  |                           |                           |                           |                           |                           |                           |  |  |  |  |  |  |  |  |  |  |  |  |  |  |  |  |  |  |  |  |  |  |  |  |  |  |
| Chimalpopoca ? - 1427 | Chimalpopoca ? - 1427 | Chimalpopoca ? - 1427 | Chimalpopoca ? - 1427 | Chimalpopoca ? - 1427     | Chimalpopoca ? - 1427     |                           |                           | Moctezuma Ier ? - 1469    | Moctezuma Ier ? - 1469    | Moctezuma Ier ? - 1469 | Moctezuma Ier ? - 1469 | Moctezuma Ier ? - 1469 | Moctezuma Ier ? - 1469 |  |  | Tlacaelel ? - v. 1480       | Tlacaelel ? - v. 1480       | Tlacaelel ? - v. 1480       | Tlacaelel ? - v. 1480       | Tlacaelel ? - v. 1480       | Tlacaelel ? - v. 1480       |                    |                    | Tezozomoc ? - ?     | Tezozomoc ? - ?     | Tezozomoc ? - ?     | Tezozomoc ? - ?     | Tezozomoc ? - ?     | Tezozomoc ? - ?     |                |                |                |                |  |  |                           |                           |                           |                           |                           |                           |  |  |  |  |  |  |  |  |  |  |  |  |  |  |  |  |  |  |  |  |  |  |  |  |  |  |
|                       |                       |                       |                       |                           |                           |                           |                           |                           |                           |                        |                        |                        |                        |  |  |                             |                             |                             |                             |                             |                             |                    |                    |                     |                     |                     |                     |                     |                     |                |                |                |                |  |  |                           |                           |                           |                           |                           |                           |  |  |  |  |  |  |  |  |  |  |  |  |  |  |  |  |  |  |  |  |  |  |  |  |  |  |
|                       |                       |                       |                       |                           |                           |                           |                           |                           |                           |                        |                        |                        |                        |  |  |                             |                             |                             |                             | Axayacatl ? - 1481          | Axayacatl ? - 1481          | Axayacatl ? - 1481 | Axayacatl ? - 1481 | Axayacatl ? - 1481  | Axayacatl ? - 1481  |                     |                     | Tizoc ? - 1486      | Tizoc ? - 1486      | Tizoc ? - 1486 | Tizoc ? - 1486 | Tizoc ? - 1486 | Tizoc ? - 1486 |  |  | Ahuitzotl ? - 1502        | Ahuitzotl ? - 1502        | Ahuitzotl ? - 1502        | Ahuitzotl ? - 1502        | Ahuitzotl ? - 1502        | Ahuitzotl ? - 1502        |  |  |  |  |  |  |  |  |  |  |  |  |  |  |  |  |  |  |  |  |  |  |  |  |  |  |
|                       |                       |                       |                       |                           |                           |                           |                           |                           |                           |                        |                        |                        |                        |  |  |                             |                             |                             |                             | Axayacatl ? - 1481          | Axayacatl ? - 1481          | Axayacatl ? - 1481 | Axayacatl ? - 1481 | Axayacatl ? - 1481  | Axayacatl ? - 1481  |                     |                     | Tizoc ? - 1486      | Tizoc ? - 1486      | Tizoc ? - 1486 | Tizoc ? - 1486 | Tizoc ? - 1486 | Tizoc ? - 1486 |  |  | Ahuitzotl ? - 1502        | Ahuitzotl ? - 1502        | Ahuitzotl ? - 1502        | Ahuitzotl ? - 1502        | Ahuitzotl ? - 1502        | Ahuitzotl ? - 1502        |  |  |  |  |  |  |  |  |  |  |  |  |  |  |  |  |  |  |  |  |  |  |  |  |  |  |
|                       |                       |                       |                       |                           |                           |                           |                           |                           |                           |                        |                        |                        |                        |  |  |                             |                             |                             |                             |                             |                             |                    |                    |                     |                     |                     |                     |                     |                     |                |                |                |                |  |  |                           |                           |                           |                           |                           |                           |  |  |  |  |  |  |  |  |  |  |  |  |  |  |  |  |  |  |  |  |  |  |  |  |  |  |
|                       |                       |                       |                       |                           |                           |                           |                           |                           |                           |                        |                        |                        |                        |  |  | Moctezuma II v. 1466 - 1520 | Moctezuma II v. 1466 - 1520 | Moctezuma II v. 1466 - 1520 | Moctezuma II v. 1466 - 1520 | Moctezuma II v. 1466 - 1520 | Moctezuma II v. 1466 - 1520 |                    |                    | Cuitláhuac ? - 1520 | Cuitláhuac ? - 1520 | Cuitláhuac ? - 1520 | Cuitláhuac ? - 1520 | Cuitláhuac ? - 1520 | Cuitláhuac ? - 1520 |                |                |                |                |  |  | Cuauhtémoc v. 1497 - 1525 | Cuauhtémoc v. 1497 - 1525 | Cuauhtémoc v. 1497 - 1525 | Cuauhtémoc v. 1497 - 1525 | Cuauhtémoc v. 1497 - 1525 | Cuauhtémoc v. 1497 - 1525 |  |  |  |  |  |  |  |  |  |  |  |  |  |  |  |  |  |  |  |  |  |  |  |  |  |  |
|                       |                       |                       |                       |                           |                           |                           |                           |                           |                           |                        |                        |                        |                        |  |  | Moctezuma II v. 1466 - 1520 | Moctezuma II v. 1466 - 1520 | Moctezuma II v. 1466 - 1520 | Moctezuma II v. 1466 - 1520 | Moctezuma II v. 1466 - 1520 | Moctezuma II v. 1466 - 1520 |                    |                    | Cuitláhuac ? - 1520 | Cuitláhuac ? - 1520 | Cuitláhuac ? - 1520 | Cuitláhuac ? - 1520 | Cuitláhuac ? - 1520 | Cuitláhuac ? - 1520 |                |                |                |                |  |  | Cuauhtémoc v. 1497 - 1525 | Cuauhtémoc v. 1497 - 1525 | Cuauhtémoc v. 1497 - 1525 | Cuauhtémoc v. 1497 - 1525 | Cuauhtémoc v. 1497 - 1525 | Cuauhtémoc v. 1497 - 1525 |  |  |  |  |  |  |  |  |  |  |  |  |  |  |  |  |  |  |  |  |  |  |  |  |  |  |
|                       |                       |                       |                       |                           |                           |                           |                           |                           |                           |                        |                        |                        |                        |  |  |                             |                             |                             |                             |                             |                             |                    |                    | Maria Bartola ? - ? |                     |                     |                     |                     |                     |                |                |                |                |  |  |                           |                           |                           |                           |                           |                           |  |  |  |  |  |  |  |  |  |  |  |  |  |  |  |  |  |  |  |  |  |  |  |  |  |  |